# متلازمة يونغ-مادرس
متلازمة يونغ-مادرس، تُعرف أيضًا باسم متلازمة الكاذبة 13 أو متلازمة تجلط الأوعية الدموية، هي اضطراب وراثي ناتج عن وجود كروموسومات معيبة ومضاعفة تؤدي إلى تشوه في الصبغيات، كثرة الأصابع بالإضافة إلى تشوهات في الوجه والتخلف العقلي، مع تفاوت كبير في شدة الأعراض ما بين المرضى ذوي الحالات المُكتشفة. غالبًا ما تعاني العديد من الحالات من الاضطرابات الوراثية الأخرى المرافقة، إذ يعاني بعضها من نقص التنسج، الشفة المشقوقة والحنك المشقوق وآفات قلبية وغيرها من العيوب القلبية. تُشخّص العديد من الحالات قبل الولادة وغالبًا ما تتواجد عند الأشقاء.
اعتُقد أن الحالات السابقة قد شُخّصت بشكل خاطئ على أنها اضطرابات وراثية أخرى ذات أمراض مشابهة - مثل متلازمة سميث-ليملي-أوبيتز، لكن أُجريَ أول اعتراف علني بالحالة باعتبارها اضطرابًا وراثيًا جديدًا وغير مصنف من قبل طبيبين بريطانيين في  ليستر عام 1987. على الرغم من أنهم حددوا الحالة، التي سميت فيما بعد باسمهم، إلا أنهم لم يحددوا الشذوذ الجيني المسؤول ولكنهم اشتبهوا في وجود صلة بالتثلث الصبغي 13 بسبب الأعراض المرافقة.
مع توثيق حالة واحدة أو اثنتين فقط، نشرت مجموعة مكونة من ثمانية أطباء دراسة شملت خمسة مرضى في عام 1991 وحددت العوامل المسببة المحتملة. أظهرت الأبحاث اللاحقة أن الحالة يمكن أن تظهر عند المرضى الذين لديهم كروموسومات طبيعية، غير متضاعفة، وأحدث الأبحاث الجينية تنطوي على مشاكل في رمز الجين FBXW11 كسبب محتمل.

## تاريخها

### الحالات الأولى
وصف منشور في مجلة علم الوراثة الطبية في عام 1987 من قبل الدكتور يونغ والدكتور مادرس من مستشفى ليستر الملكي في المملكة المتحدة، حالة رضيع وُلد ميتًا ولديه استسقاء في الرأس وعيوب في الحاجز البطيني الأذيني وقضيب صغير بالإضافة إلى هجرة خصيتين ثنائية، وتعدد في الأطراف. لاحظ كلا الطبيبين عدم استخدام الأم للعقاقير أو الكحول أو السجائر، وكان عمر الحمل طبيعيًا وهو 41 أسبوع. كان الطفل الأول للوالدين، الذين لم يكونوا أقرباء واستمروا في الإنجاب لاحقًا بنجاح. لاحظ يونغ ومادرز الأجزاء المفقودة من الصمام ثلاثي الشرف وغيرها من العيوب القلبية الصغيرة، بالإضافة إلى تلف في الدماغ. راجع كلا الطبيبين قواعد البيانات الطبية المختلفة، وبعد استبعاد متلازمة ميكل بسبب نقص التشوهات الكلوية، استنتجا أن هذه الحالة غير مصنفة حتى الآن. سُمّيت الحالة لاحقًا على اسم الطبيبين.
نُشرت حالة أخرى في عام 1989 مع أعراض مشابهة ولم يكن هناك دليل على وجود كروموسوم إضافي، ما يشير أيضًا إلى أن التثلث الصبغي 13 كان حالة منفصلة.

### التعرف على الكروموسوم 13
كان هناك اعتقاد شائع بأن متلازمة يونغ-مادرس ليست ناتجة عن كروموسوم مُضاعف، وفي الواقع قد يكون السبب وجود خطأ آخر في الكروموسوم 13.
في عام 1991، نشرت مجموعة مكونة من ثمانية أطباء في مجلة علم الوراثة الطبية، بناءً على دراسة شملت خمسة مرضى، أن تثلث الصبغي 13 ومتلازمة يونغ-مادرس هما حالتان منفصلتان وأعيد تسمية الاضطراب لتجنب الارتباك. اقترحت دراسات الحالة الخاصة بهم، سببًا وراثيًا متنحيًا، استنادًا إلى الحالات الخمس المذكورة أعلاه، ما أدى إلى الاشتباه في وجود شذوذ في الترميز الجيني للكروموسوم 13. يمتد الكروموسوم 13 حوالي 114 مليون زوج قاعدي (مادة البناء للحمض النووي) ويمثل ما بين 3.5 و4 % من إجمالي الحمض النووي في الخلايا. تمثل مشاكل هذا الكروموسوم العديد من الحالات بما في ذلك: متلازمة واردينبيرغ وداء ويلسون.